# Völkischer Beobachter
Der Völkische Beobachter (VB) war von Dezember 1920 bis zum 30. April 1945 das publizistische Parteiorgan der NSDAP. In scharfer Abgrenzung zu bürgerlichen Zeitungen bezeichnete sich der VB als „Kampfblatt“ und war programmatisch mehr an Agitation als an Information interessiert. Pressehistoriker nannten den VB daher „plakathaft“ und seinen Stil „mehr gesprochen als geschrieben“. Zunächst erschien der VB zweimal wöchentlich, ab dem 8. Februar 1923 täglich im Franz-Eher-Verlag in München. Er wurde nach den Anfangsjahren reichsweit vertrieben.

## Geschichte

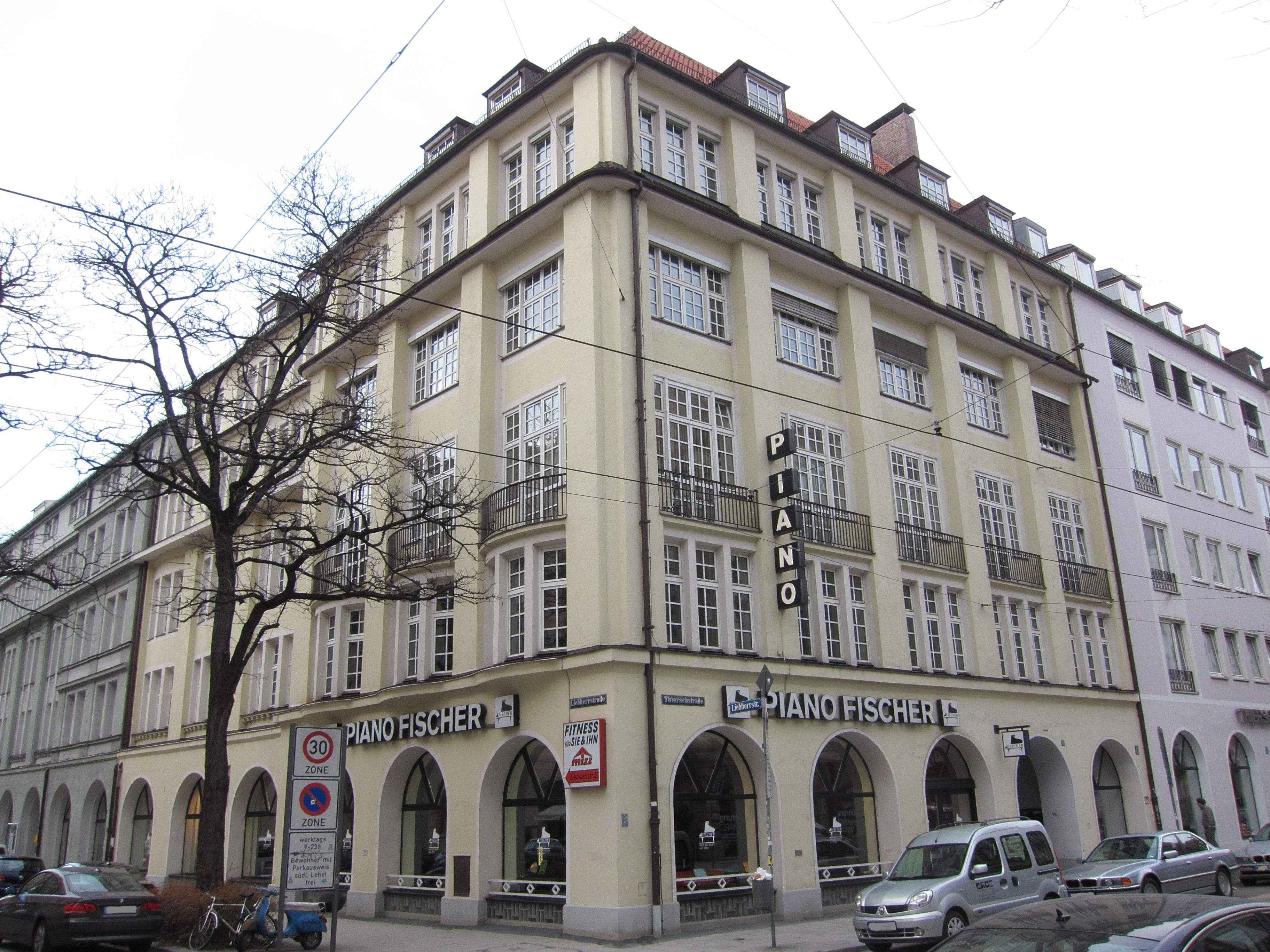
Thierschstraße 11 in München;
Foto von 2012

Das „Kampfblatt der nationalsozialistischen Bewegung Großdeutschlands“ ging aus dem am 2. Januar 1887 mit einem Umfang von vier Seiten gegründeten Vorstadtblatt Münchener Beobachter hervor, das 1900 vom Verleger Franz Eher übernommen wurde, allerdings politisch unbedeutend blieb. Verlagssitz war ein dreistöckiges Gebäude in der Thierschstraße 11 nahe dem Münchener Isartorplatz.
1918 ging das Blatt in den Besitz der Thule-Gesellschaft über, nachdem Eher am 22. Juni 1918 gestorben war. Der „völkische“ Antisemit Rudolf von Sebottendorf erwarb von dessen Witwe Friederike Eher für 5.000 Reichsmark die Herausgeberlizenz für die Zeitung und übernahm ab Juli 1918 auch die Schriftleitung. Die Zeitung behielt zunächst ihren Titel, ergänzt um den Untertitel Sportblatt. Am 14. September 1918 wurde Sebottendorffs vermögende Freundin Käthe Bierbaumer aus Freiburg im Breisgau als Eigentümerin des Verlags Franz Eher Nachf. ins Handelsregister eingetragen. Am 30. September 1919 wurde daraus die „Franz Eher Nachfolger GmbH“. Gesellschafterinnen waren Käthe Bierbaumer und Sebottendorffs Schwester Dora Kunze. Im August 1919 folgte die Umbenennung in Völkischer Beobachter. Bei einer Auflage von etwa 7.000 Exemplaren häufte das Blatt bis Ende 1920 Schulden in Höhe von 250.000 Mark an und stand vor der Insolvenz.

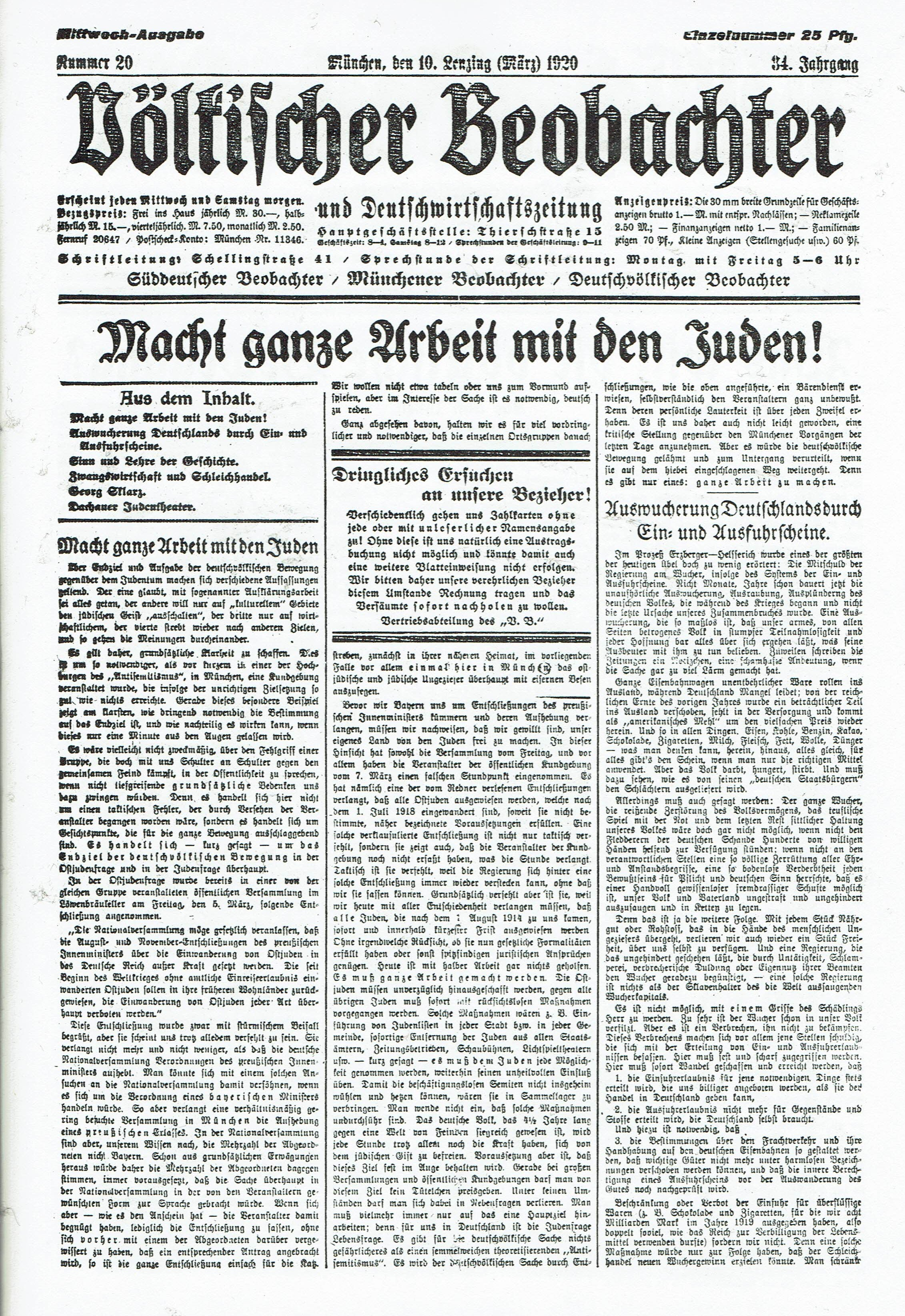
Völkischer Beobachter (Titelseite) vom 10. März 1920

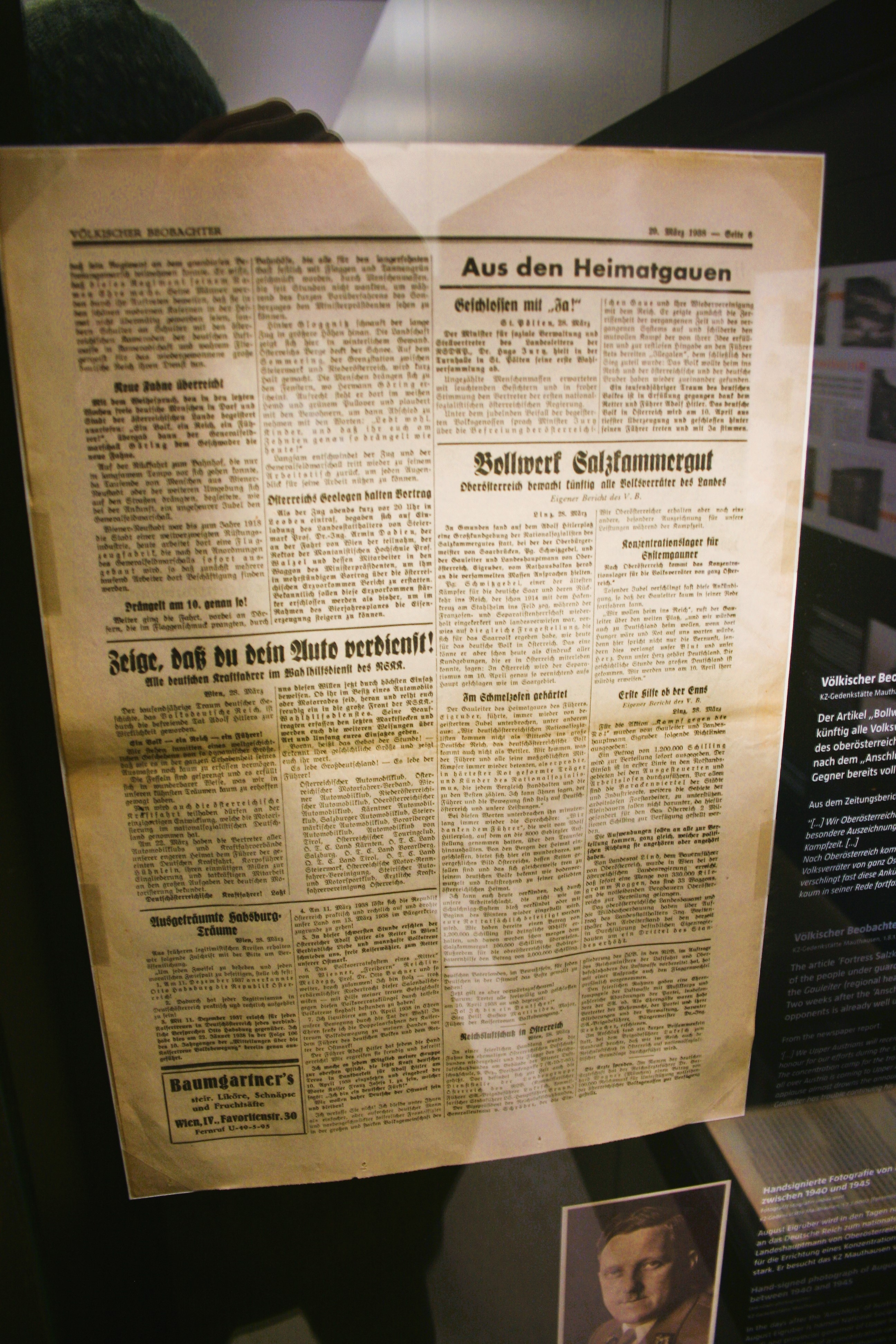
Ausgabe des Völkischen Beobachters in Mauthausen

Am 17. Dezember 1920 erwarb die NSDAP das damals marode Blatt für 120.000 Mark. Hauptteilhaber waren nach dem Eintrag ins Handelsregister neben Adolf Hitler erneut die Schwester von Sebottendorff, Dora Kunze, sowie Sebottendorfs Geliebte Käthe Bierbaumer, die später auch zu den finanziellen Gönnern von Hitler persönlich gehörte. Tags darauf firmierte der VB öffentlich als Parteizeitung der NSDAP. Finanziert wurde der Kauf auf Vermittlung des antisemitischen Literaten Dietrich Eckart durch den Generalmajor Franz Ritter von Epp, der ein Darlehen von 60.000 Mark zur Verfügung stellte, offenbar aus einem Geheimfonds der Reichswehr zur Unterstützung rechtsextremer Organisationen. Erster von der NSDAP eingesetzter Chefredakteur der Zeitung (bezeichnet als Hauptschriftleiter) war Hugo Machhaus (25. Dezember 1920 bis 15. Mai 1921), dem kurzzeitig Hermann Esser folgte (15. Mai 1921 bis 12. August 1921), bevor Eckart selbst ab 12. August 1921 die Leitung der Redaktion übernahm. Auch Hitler persönlich verfasste bis 1922 zahlreiche Artikel, war später aber nur noch selten als Autor tätig. Bis 30. April 1933 blieb er Herausgeber. Die Arbeitsräume in der Schellingstraße 39/41 in München-Schwabing hatte die Druckerei Münchner Buchgewerbehaus M. Müller & Sohn zur Verfügung gestellt.
Da der Verlag den VB ab 29. August 1923 auf einer gebrauchten amerikanischen Rotationsmaschine drucken ließ, hatte das Blatt ein auffälliges, übergroßes Format. Außerdem unterschied es sich optisch durch die in Rotdruck unterstrichene Hauptschlagzeile und die Kopfleiste in Antiqua-Lettern von anderen Zeitungen. Die Auflage des Blattes lag zunächst bei ca. 8.000 und steigerte sich, bedingt durch die starke Nachfrage während der Ruhrbesetzung, bis Herbst 1923 auf 30.000 Exemplare. Am 27. September 1923 druckte der VB unter dem Titel „Die Diktatoren Stresemann – Seeckt“ antisemitische Angriffe gegen Reichskanzler Gustav Stresemann und den Chef der Heeresleitung General Hans von Seeckt sowie deren Ehefrauen. Reichswehrminister Otto Geßler, dem aufgrund eines reichsweiten Ausnahmezustandes die Exekutivgewalt übertragen war, ordnete daraufhin ein Verbot der Zeitung an. Der bayerische Generalstaatskommissar Gustav von Kahr und der Münchner Wehrkreisbefehlshaber Otto von Lossow weigerten sich aber, dies umzusetzen. Diese Befehlsverweigerung trug zur Eskalation des Konflikts zwischen der bayerischen und der Reichsregierung bei.
Durch das Parteiverbot der NSDAP infolge des Hitlerputsches am 9. November 1923 musste die Zeitung ihr Erscheinen einstellen, mit Neugründung der NSDAP am 26. Februar 1925 erschien sie wieder. Seit 1. Februar 1927 wurde der Völkische Beobachter in einer Reichs- und einer Bayern-Ausgabe ausgeliefert. Bis 1929 stagnierte die Auflage unter 20.000, wuchs bis 1930 auf knapp 40.000 und erreichte zu den Reichstagswahlen vom 14. September 1930 die Marke von 100.000 Exemplaren, womit der VB zu den größten deutschen Zeitungen gehörte.

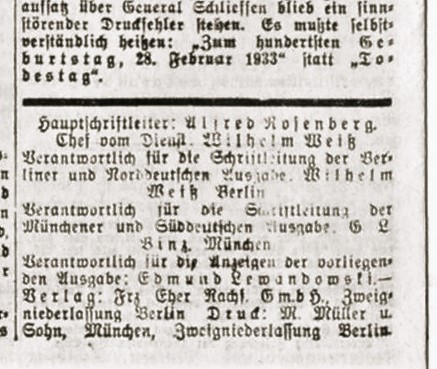
Impressum 1933

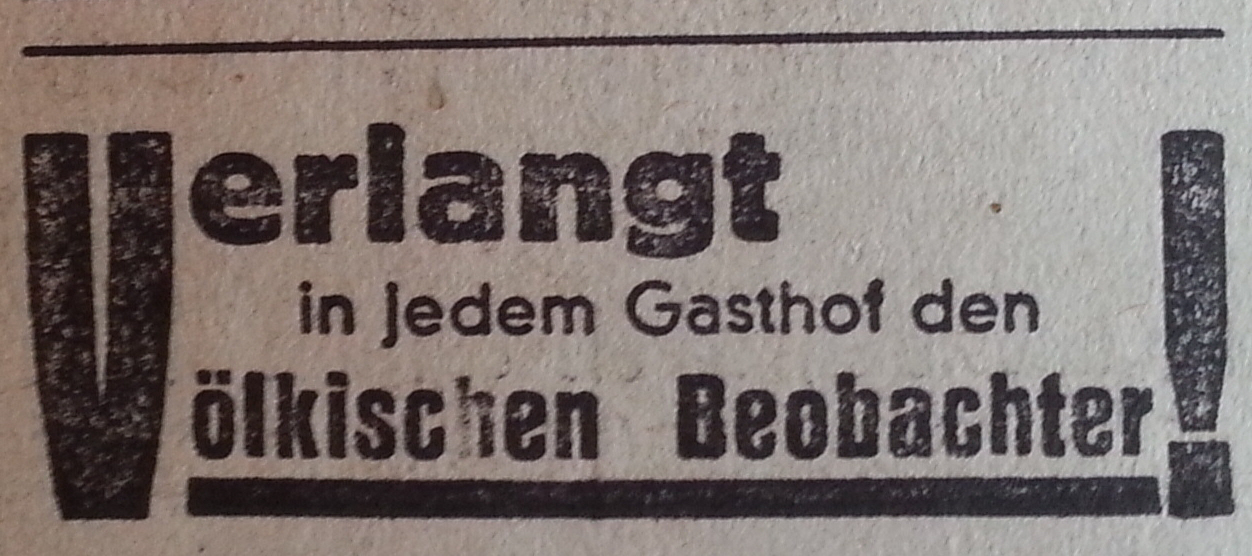
Eigenreklame in der süddeutschen Ausgabe des Völkischen Beobachters vom 25. und 26. Februar 1933

Ab März 1930 wurde auch eine „Berliner Ausgabe“ vertrieben, die jedoch am 15. März 1931 wieder eingestellt wurde. Der tägliche Anfahrtsweg von der Druckerei in München nach Berlin erwies sich als zu lang und machte das Blatt für die Leser an der Spree zeitlich wie inhaltlich uninteressant. 1932 wurde jedoch in der Berliner Zimmerstraße eine eigene Druckerei eingerichtet, in der ab 1. Januar 1933 zwei weitere Regionalausgaben hergestellt wurden: Eine norddeutsche und eine Berliner. Des Weiteren gab es eine süddeutsche und ab 16. März 1938 eine Wiener Ausgabe (Redaktion: Seidengasse 3–11, Wien-Neubau). Zur ersten Wiener Ausgabe im Großformat am 1. August 1938 gratulierte Hitler persönlich auf der Titelseite.
Ab 1. Februar 1941 gab der VB die bis dahin in Deutschland allgemein benutzte Frakturschrift auf und wurde in der modernen Antiqua gesetzt, die von den Nationalsozialisten als „geschmackvoll und klar“ bezeichnet wurde und der von der Propaganda behaupteten „Weltgeltung des Reiches“ entsprechen sollte (Antiqua-Fraktur-Streit). Die Auflage steigerte sich mit dem Erfolg der nationalsozialistischen Bewegung enorm, 1931 erreichte sie über 120.000, überschritt 1941 die Millionen-Grenze und soll 1944 1,7 Millionen Exemplare betragen haben.
Einige Tage vor der deutschen Kapitulation stellte der Völkische Beobachter Ende April 1945 sein Erscheinen ein. Die letzte Ausgabe vom 30. April 1945 wurde nicht mehr ausgeliefert.
Geschäftsführer war seit April 1922 der Reichsleiter der NSDAP für die Presse, Max Amann.

## Finanzierung
Die Einnahmen aus dem Verkauf allein trugen das Blatt vor dem Verbot 1923 nicht. Es hielt sich durch den Verkauf unverzinslicher Schuldscheine an Parteimitglieder und erhielt Darlehen und Zuschüsse von wohlhabenden Gönnern wie Helene Bechstein. Finanzielles Rückgrat war später der von Amann erfolgreich ausgebaute Buchverlag. Auch der 1926 gegründete „Illustrierte Beobachter“ war ein Erfolg. Daneben wurde die Anhängerschaft immer wieder an ihre Pflicht erinnert, Abonnent zu werden und solche zu werben.

## Mitarbeiter
Hauptschriftleiter
- bis 25. Dezember 1920: Hansjörg Maurer
- 25. Dezember 1920 bis 15. Mai 1921: Hugo Machhaus
- 15. Mai 1921 bis 12. August 1921: Hermann Esser
- 12. August 1921 bis März 1923: Dietrich Eckart
- März 1923 bis 1938: Alfred Rosenberg
- 1938 bis 1945: Wilhelm Weiß

Stellvertretende Hauptschriftleiter
- 16. März 1938 bis 3. Februar 1941: Walther Schmitt[16]
- 4. Februar bis 8. Oktober 1941: Karl Pfeifer (anschließend in Urlaub bzw. bei der Wehrmacht)[16]
- 9. Oktober 1941 bis April 1945: Theodor Seibert (seit Mai 1941 zur Wehrmacht eingezogen)
- 9. Oktober 1941 bis  31. März 1944: Karl Neuscheler i. V.[16]
- 1. April 1944 bis April 1945: Wilhelm Waubke i. V.[16]